# C13H15N3
化学式C13H15N3的化合物（摩尔质量：213.28 g/mol）可以指：
- 喹哌嗪，CAS号：4774-24-7
- (R)-69，CAS号：2765652-48-8

|  | 这个同类索引页列出了具有相同分子式的化学物（即同分異構體）条目。 除非您是有意链接至本页，否则应将相应条目的内部链接指向正确的条目。 |